# Markus Köster
Markus Köster (* 18. Januar 1966 in Attendorn) ist ein deutscher Historiker. Er leitet seit 2002 das LWL-Medienzentrum für Westfalen und ist Honorarprofessor am Historischen Seminar der Westfälischen Wilhelms-Universität Münster.

## Leben

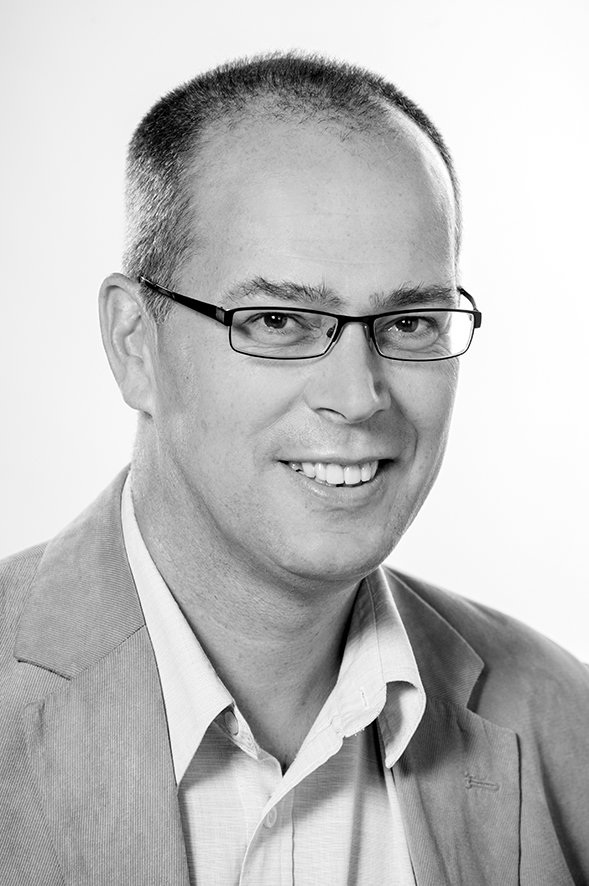

Köster absolvierte von 1987 bis 1993 ein Magisterstudium der Neueren und Neuesten Geschichte, Politikwissenschaft und Katholischen Theologie an der Westfälischen Wilhelms-Universität Münster. Von 1993 bis 1998 war er Wissenschaftlicher Volontär und Stipendiat am Westfälischen Institut für Regionalgeschichte und promovierte 1998 bei Hans-Ulrich Thamer an der Universität Münster mit einer Arbeit zur Jugend- und Wohlfahrtsgeschichte Westfalens zwischen Kaiserreich und Bundesrepublik.
1998 wurde er hauptamtlicher Referent an der  Katholisch-Sozialen Akademie Franz Hitze Haus mit dem Schwerpunkt Politische Bildung mit jungen Erwachsenen. 2002 übernahm er die Leitung des Landesmedienzentrums des Landschaftsverbands-Westfalen-Lippe, heute LWL-Medienzentrum für Westfalen. In dieser Funktion ist er seit 2006 zugleich Stellvertretender Leiter der Medienberatung NRW, seit 2008 auch Leiter von Film und Schule NRW.
Als Historiker ist er seit 2003 ehrenamtlicher Lehrbeauftragter am Historischen Seminar der Universität Münster. 2012 wurde er zum Honorarprofessor an dieser Universität ernannt. Er ist u. a. Vorsitzender des Brauweiler Kreises, Vorstandsmitglied des Vereins für Geschichte und Altertumskunde Westfalens (Abt. Münster) sowie seit 2014 Mitglied der Historischen Kommission für Westfalen. Köster ist (Stand: November 2023) Vorsitzender des Beirats des Geschichtsorts Villa ten Hompel in Münster, Mitglied des Beirats des Jüdischen Museums Westfalen in Dorsten, des Rottendorf-Ausschusses im Westfälischen Heimatbund e.V. sowie Beisitzer im Bezirksvorstand Münster des Volksbundes Deutsche Kriegsgräberfürsorge.
Zu den Forschungsschwerpunkten Kösters zählen die Geschichte von Film und Fotografie und ihres Einsatzes in der Bildungsarbeit, die Geschichte Westfalens im 20. Jahrhundert, die Geschichte des politischen Katholizismus und des katholischen Milieus sowie die Sozialgeschichte von Jugend und Jugendhilfe im 20. Jahrhundert.

## Schriften (Auswahl)
- Katholizismus und Parteien in Münster 1945–1953. Kontinuität und Wandel eines politischen Milieus (= Forum Regionalgeschichte. Bd. 1), Münster 1993.
- Jugend, Wohlfahrtsstaat und Gesellschaft im Wandel. Westfalen zwischen Kaiserreich und Bundesrepublik (= Forschungen zur Regionalgeschichte. Bd. 30), Paderborn 1999 (Zugl.: Münster/Westfalen, Univ., Diss., 1998).
- (mit Ruth Goebel): 1945 – Fotografien aus Westfalen, hrsg. vom Westfälischen Landesmedienzentrum, Münster 2005.
- (Hrsg. mit Bernhard Nacke und Stefan Nacke): Eine neue christliche Sozialverkündigung. Sozialwort der Kirchen und die Grundsatzprogramme von Parteien und DGB. Ein Quellenband (= Christentum und Gesellschaft. Perspektiven für das 21. Jahrhundert. Bd. 2), Würzburg 1998.
- (Hrsg. mit Thomas Küster) Zwischen Disziplinierung und Integration. Das Landesjugendamt als Träger öffentlicher Jugendhilfe in Westfalen und Lippe (1924–1999) (= Forschungen zur Regionalgeschichte. Bd. 31), Paderborn 1999.
- (Hrsg. mit Volker Jakob): Themenschwerpunkt: Fotografie – Region – Geschichte (= Westfälische Forschungen. Bd. 58, 2008).
- (Hrsg. mit Barbara Stambolis): Jugend im Fokus von Film und Fotografie. Zur visuellen Geschichte von Jugendkulturen im 20. Jahrhundert (= Jugendbewegung und Jugendkulturen. Jahrbuch. Bd. 12, 2016), Göttingen 2016.
- (mit Stefan Sagurna und Christiane Cantauw): Wanderwelten. Jugend und Jugendherbergen in Fotografien der Sammlung Richard Schirrmann, Steinfurt 2024.
- (Hrsg. mit Olaf Blaschke, Julia Paulus, Georg Mölich und Guido Hitze): Gefährdete Demokratie. Rechtskatholizismus in der Weimarer Republik, Paderborn 2024.